# Kościół św. Klemensa w Lędzinach
Kościół św. Klemensa – barokowy rzymskokatolicki kościół parafialny znajdujący się na wzgórzu Klimont w Lędzinach. Kościół przedstawiony jest w herbie Lędzin.

## Historia
Kościół zbudowany został w latach 1769–1772 na fundamentach kościoła drewnianego, po jego wcześniejszym rozebraniu. Fundatorem kościoła był długoletni zarządca folwarku lędzińskiego, protestant Piotr Wehowski razem z miejscowym proboszczem, ks. Piotrem Bierońskim. Poświęcenie nowego kościoła odbyło się 9 września 1770. Poświęcenia dokonał ks. proboszcz Krupski z Mysłowic.

## Wyposażenie
Wewnątrz kościoła znajduje się ołtarz główny z około 1803, autorstwa mistrza Schefflera z Krakowa. Do najstarszych elementów wyposażenia kościoła należą: chrzcielnica z 1657, relikwiarz w kształcie drewnianej ręki oraz żyrandol z 1792, wykonany w hucie szkła w Wesołej. W podziemiach kościoła pochowane są szczątki budowniczego kościoła – Piotra Wehowskiego i jego rodziny.

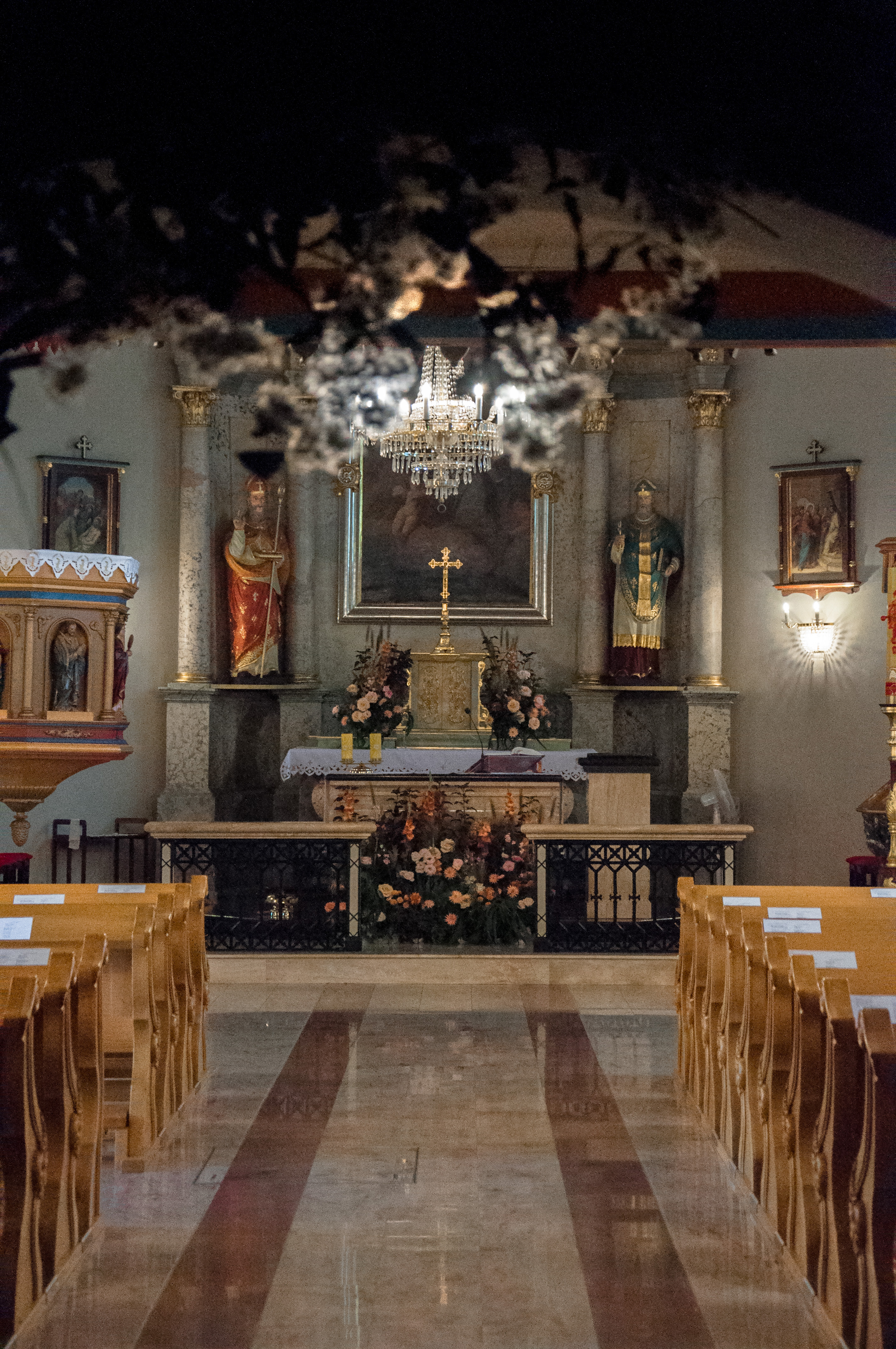
Wnętrze kościoła w 2020
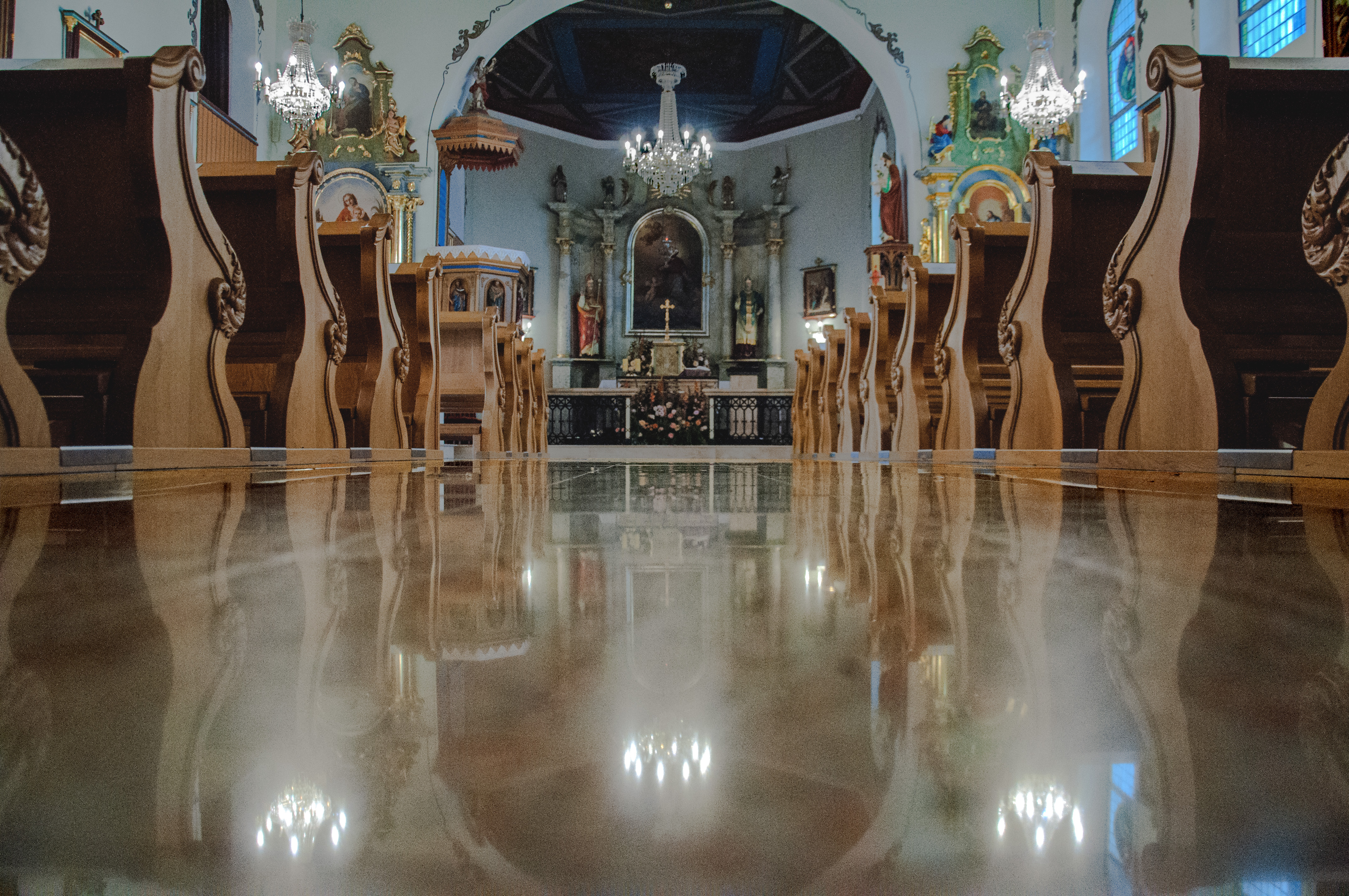
Wnętrze kościoła w 2020